# Hofje van Veelo

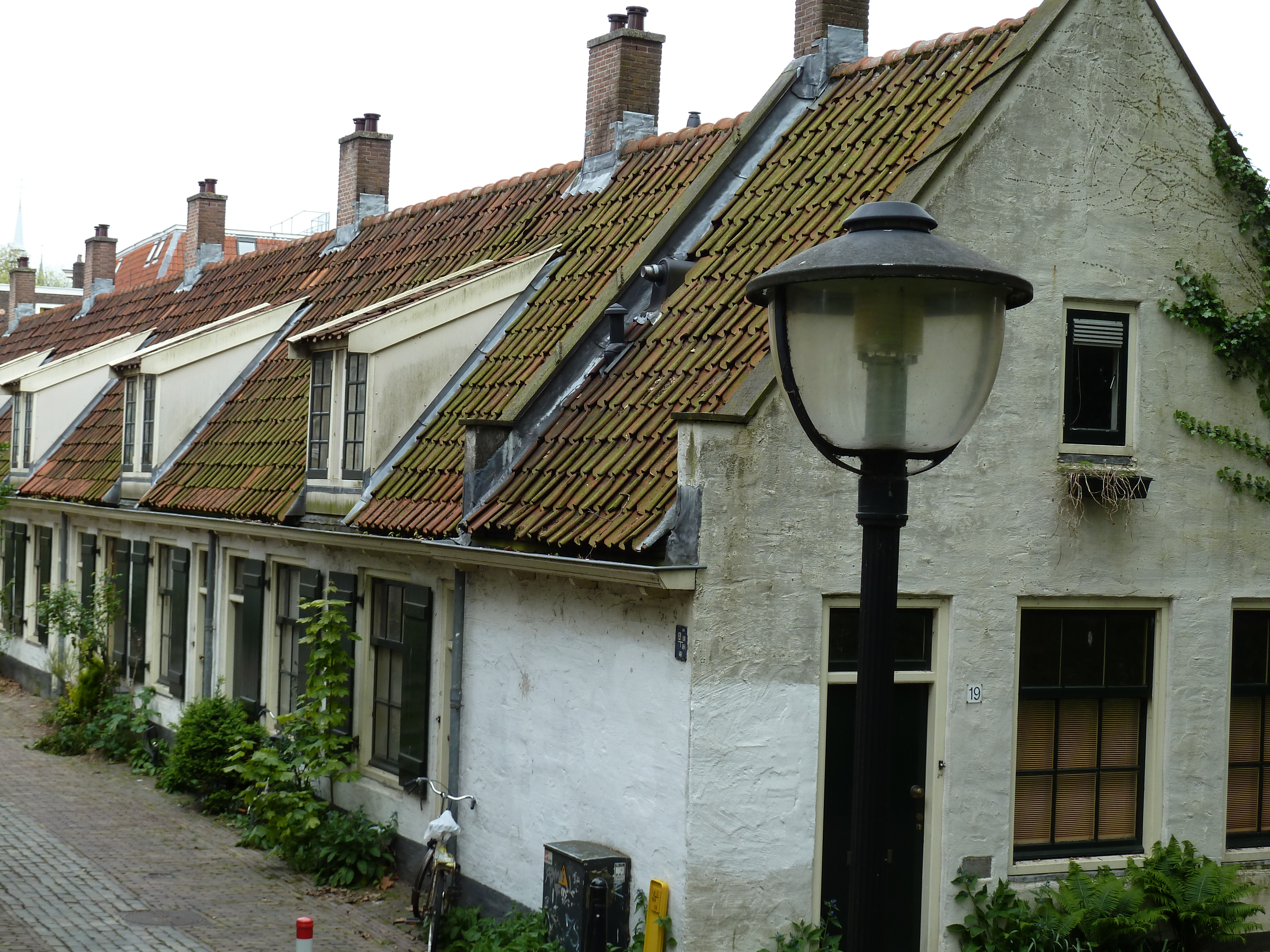
Hofje van Veelo, Geertebolwerk 19 (voorgrond) en Tuinstraat.

Het Hofje van Veelo is een hofje in Utrecht. 
Pieter Veelo liet in 1826 als commercieel project twee rijtjes met oorspronkelijk 46 kameren bouwen op een perceel dat behoorde bij zijn huis, het huis Scherpenburg (Springweg 69/71).
Door de bouw van het hofje ontstond de Tuinstraat. Drie kamerwoningen aan het Geertebolwerk sloten de Tuinstraat af, waardoor een slop ontstond. Later werd het middelste huis gesloopt, waardoor de straat doorloopt naar het Geertebolwerk. De Tuinstraat was bereikbaar door een smalle, bochtige poortweg aan de Springweg. 
In 1855 nam de Maatschappij tot Verbetering der Woningen voor Arbeidenden en Minvermogenden het eigendom over, verlaagde het straatniveau om wateroverlast te voorkomen en legde een riool aan. Pas in 1912 werden de openbare wc's op straat verwijderd en geplaatst in de panden 26 en 29, die voor dat doel werden ingericht. 
In 1959 werden de woningen onbewoonbaar verklaard. De gemeente kocht ze op en sloopte in 1961 de noordelijke helft. Het overgebleven deel werd in gebruik genomen als pakhuis. De gemeente wilde ook dit deel slopen en er een parkeergarage bouwen. Tuinstraat 6 werd in 1982 gekraakt en gerestaureerd om als voorbeeld te dienen voor betaalbare restauratieplannen. De gemeentelijke monumentencommissie en het Utrechts Monumentenfonds steunden deze uiteindelijk. 21 woningen zijn behouden. De achterzijde van de woningen werd bij de restauratie van 1987 sterk gewijzigd. 
Tuinstraat 4 heeft een schijnverdieping. Tussen nummer 20 en 22 bevindt zich een gevelsteen.